# Squaloliparis dentatus
Squaloliparis dentatus är en fiskart som först beskrevs av Kido, 1988.  Squaloliparis dentatus ingår i släktet Squaloliparis och familjen Liparidae. Inga underarter finns listade i Catalogue of Life.